# Lista de grupos PET
O Programa de Educação Tutorial (PET) é um programa do Governo Federal brasileiro de estímulo a atividades de pesquisa, ensino e extensão universitárias, no nível de graduação. O programa é subordinado à Secretaria de Educação Superior (SESu) do Ministério da Educação (MEC).

## Região Norte

### Amazonas

#### PET Design - UFAM
O PET Design da Universidade Federal do Amazonas foi fundado em 2010, com o intuito de propiciar aos discentes condições para realização de atividades extracurriculares, que complementem sua formação acadêmica, de modo a melhor atender as necessidades do próprio curso de graduação e/ou ampliar os objetivos e os conteúdos programáticos que integram sua grade curricular. O grupo conta atualmente com 12 bolsistas e 6 voluntários. Tutora: Profa. Dra. Larissa Albuquerque de Alencar. Site: petdesign.ufam.edu.br. Instagram: https://www.instagram.com/petdesignufam/.

#### PET Física - UFAM
O PET Física foi fundado 1991 e é desenvolvido por um grupo de estudantes dos cursos de Licenciatura e Bacharelado em Física da Universidade Federal do Amazonas, com tutoria (atualmente) do Prof. Dr. Igor Tavares Padilha, todos orientados pelo princípio da indissociabilidade entre ensino, pesquisa e extensão e da educação tutorial. Site: https://pet-fisica-ufam.blogspot.com/p/ex-petianos-e-tutores.html

#### PET Biologia - UFAM
Programa de Educação Tutorial do Curso de Ciências Biológicas da UFAM. Instagram: https://www.instagram.com/petbiologiaufam/?hl=en

#### PET Matemática - UFAM
O PET Matemática da UFAM é o Programa de Educação Tutorial em Matemática da Universidade Federal do Amazonas. Suas atividades englobam a pesquisa, em nível de Iniciação Científica; ensino, através da monitoria; e atividades extracurriculares. O Programa visa complementar a graduação em Matemática através da orientação de um professor tutor, favorecendo um maior aprofundamento na grade curricular e uma maior interação no ambiente acadêmico. Dessa forma, os participantes ganham experiência trabalhando em grupo, dando suporte e ajuda aos demais curso que possuem disciplinas do Departamento de Matemática e fomentando uma preparação para a profissão acadêmica e de ensino, permitindo que o participante continue sua formação na pós-graduação. Site: https://pet-mat-ufam.blogspot.com/

#### PET Medicina - UFAM
Fundado em 1994. Tutor Professor Dr. Plínio Monteiro. Instagram: https://www.instagram.com/petmedicinaufam/

### Pará

#### PET Engenharia Elétrica - UFPA
O PET Engenharia Elétrica da Universidade Federal do Pará foi fundado em 1995, e está sob a tutoria do Prof. Dr. Orlando Fonseca Silva desde 2003. O PET desenvolve suas atividades de pesquisa atreladas ao ensino da engenharia, e realiza diversas atividades de extensão, como cursos semestrais de informatica para a terceira idade e palestras em escolas de ensino fundamental e médio.
PET Solos - UFRA
O PET Solos da Universidade Federal Rural da Amazônia foi fundado em 2013 com o objetivo de fomentar o desenvolvimento intelectual, humanístico, técnico e científico de um grupo de alunos dos cursos de Agronomia, Engenharia Florestal e Engenharia Ambiental nas áreas de conhecimento da Ciência do Solo por meio de atividades de Ensino, Pesquisa e Extensão e a fixação de valores de cidadania e preservação do meio ambiente. Desde então está sob a tutoria do Prof. Dr. Mário Lopes da Silva Júnior.

## Região Nordeste

### Alagoas

#### PET Arquitetura - UFAL
O PET Arquitetura da Universidade Federal de Alagoas foi criado em 1995, por meio de iniciativa do Prof. Dr. Leonardo Salazar Bittencourt, e visa desenvolver atividades voltadas para a Arquitetura e suas ramificações e pautadas sobre a tríade petiana (pesquisa-ensino-extensão) no meio acadêmico, e levando-as também à comunidade. Atualmente, conta com 12 bolsistas e 5 não-bolsistas sob tutoria da Profª. Drª. Lúcia Tone Hidaka.

#### PET Serviço Social - UFAL
O PET Conexões de Saberes Serviço Social foi criado em 2010, sendo composto por 12 bolsistas e pela tutora Prof.ª Dr.ª Margarida Santos.O grupo tem por objetivo desenvolver atividades de ensino, pesquisa e extensão que contribuam para o conhecimento da Política de Assistência Social no ambiente acadêmico e junto às comunidades em que se situam os Centros de Referência de Assistência Social – CRAS em Maceió. Orientados pelo tripé ensino, pesquisa e extensão, o PET realiza diversas atividades voltadas para a comunidade acadêmica, tendo como público-alvo os graduandos em Serviço Social. 

### Bahia

#### PET Engenharias - UEFS
O PET Engenharias da Universidade Estadual de Feira de Santana (UEFS) é um dos 3 grupos PET da UEFS. Foi criado em 2013 e engloba os cursos de engenharia da UEFS, sendo eles: Agronomia, Engenharia de Alimentos, Engenharia Civil e Engenharia da Computação. É composto por 18 estudantes destes 4 cursos sob a tutoria do Prof. Dr. Pablo Rodrigo Fica Piras, atualmente membro da diretoria da CENAPET.

#### PET Odontologia - UFBA
O PET Odontologia da Universidade Federal da Bahia foi implantado em novembro de 1991, numa iniciativa do Prof. Dr. Edmar José Borges de Santana. Com o objetivo de praticar o tripé educacional, hoje ele conta com 15 bolsistas sob tutoria da Prof. Dra. Iêda Crusoé-Rebello, e atualmente realiza atividades que fomentem o ensino da Odontologia. Além de incentivar a pesquisa e trazer novas tecnologias educacionais, o grupo também trabalha a extensão em grande parte de suas atividades atuais.

PET Pedagogia - UFBA
O Programa de Educação Tutorial do Curso de licenciatura em pedagogia da Universidade Federal da Bahia é atuante no campo da formação inicial de professoras/es da educação infantil e anos iniciais do ensino fundamental, bem como na formação de pedagogas/os para atuar na gestão da aprendizagem em ambientes escolares e não escolares. Atualmente, o grupo é composto por doze estudantes, sob a tutoria da Profª Drª Marta Lícia Teles Brito de Jesus. Desde 2010, por iniciativa do Profº Dr. Paulo Roberto de Holanda Gurgel, o grupo realiza diversificadas atividades formativas de ensino, pesquisa e extensão voltadas para a garantia do direito à educação, sempre em diálogo com outros cursos, por meio de iniciativas interpetianas e ações desenvolvidas junto à comunidade interna e externa da universidade.  O grupo desenvolve experiências de inspiração etnográficas,  planejadas a partir da área de interesse de cada petiana/o, o que garante um conhecimento de diversas áreas de atuação de uma/um pedagoga/o.

### Ceará

#### PET Computação - UECE
O PET Computação da Universidade Estadual do Ceará, com o objetivo de praticar a indissociabilidade da tríade (Pesquisa, Ensino e Extensão) que rege o Programa de Educação Tutorial (PET), foi fundado em 1992 sob tutoria do Prof. Dr. Marcelino Cavalcante Pequeno. Atualmente, o referido PET possui 12 bolsistas sob tutoria do Prof. Dr. Jerffeson Teixeira de Souza, e realiza atividades que visam exercer os pilares que sustentam o PET com o intuito de melhorar tanto o ambiente universitário, quanto à sociedade como um todo.

### Maranhão

#### PET Computação - UFMA
O PET Computação da Universidade Federal do Maranhão foi criado em 1 de Setembro de 2007, tendo como tutor o Professor Alexandre César Muniz de Oliveira, em 19 de Janeiro de 2016 o Professor Geraldo Braz Junior tornou-se o novo tutor do grupo. E após sua excelente gestão, em 2019 assume o Professor Luis Rivero . O PET Computação já realizou diversas atividades de pesquisa, ensino e extensão. Dentre algumas das atividades podemos citar minicursos, Projetos de Extensão,como por exemplo, ensino de pensamento computacional, organiza o Encontro Acadêmico de Computação (EAComp), desenvolvimento de sistemas, entre outros.

### Pernambuco

###### PET Informática - UFPE
O PET Informática, da Universidade Federal de Pernambuco (UFPE), é desde 1996 um grupo de estudantes de ciência da computação do Centro de Informática da UFPE. O grupo atua em atividades de pesquisa, ensino e extensão, sob tutoria do Professor Dr. Robson Fidalgo. Dentre as principais atividades do PET Informática, destacam-se os minicursos fornecidos para alunos de graduação, cursos de introdução à programação para alunos da rede pública de ensino, a organização da Olimpíada Pernambucana de Informática e da Semana da Computação da UFPE.

#### PET Infoinclusão - UFPE
O PET Infoinclusão: demanda da cultura, direitos de todos, da Universidade Federal de Pernambuco (UFPE) - Centro Acadêmico do Agreste (CAA), com o escopo de fomentar o trabalho coletivo, é um grupo interdisciplinar, favorecido pelo intercâmbio de conhecimentos oriundos de duas áreas: Licenciatura em Pedagogia e Bacharelado em Design, sob a tutoria da Profa.Dra. Anna Rita Sartore. A proposta do grupo é desenvolver um trabalho que alicerce teoricamente, promova e solidifique o domínio de protocolos de utilização das Tecnologias Digitais de Informação e Comunicação (TDIC) com vistas ao uso desses recursos para práticas educativas e como via para atualização autônoma e formação continuada dos graduandos e professores em exercício na região.
PET Biologia/UAST - UFRPE
O PET Biologia/UAST, vinculado à Universidade Federal Rural de Pernambuco (UFRPE), Unidade Acadêmica de Serra Talhada (UAST), foi criado em 2010, com o tema: "Potencialidades do Semiárido". Desde a sua criação, o Grupo sempre buscou desenvolver suas atividades de forma a divulgar para toda comunidade as riquezas e diversidade do Semiárido, especialmente da Caatinga. O nosso objetivo principal é promover a formação ampla qualificada dos PETianos(as) para o exercício das atividades de ensino, pesquisa e extensão de maneira articulada, com ênfase no desenvolvimento e difusão do Semiárido. Buscamos também desenvolver atividades voltadas à melhor formação dos discentes do curso de Bacharelado em Ciências Biológicas, visando ampliar o leque de conhecimento sobre às Ciências Biológicas.

### Piauí

#### PET Potência - UFPI
O PET Potência/UFPI, vinculado à Universidade Federal do Piauí (UFPI), foi criado pelo Departamento de Engenharia Elétrica. O grupo ministra pré-cursos em Cálculo, Programação e Microcontroladores desde 2013. 

### Rio Grande do Norte

#### PET Estatística - UFRN
O PET Estatística da Universidade Federal do Rio Grande do Norte (UFRN) foi criado em setembro de 1988, sendo um dos grupos mais antigos da UFRN. Inicialmente, o grupo era formado por 8 alunos, sob tutoria do Prof. Dr. Paulo César Formiga Ramos e desde então situado no Centro de Ciências Exatas e da Terra, no campus sede da universidade, em Natal.  

## Região Centro-Oeste

### Distrito Federal

#### PET Economia - UnB
O primeiro grupo PET a ser formado no Brasil foi o PET Economia da Universidade de Brasília, sendo a primeira Instituição de Ensino Superior (IES) a adotar o programa. Desde 1979, o PET Economia UnB tem sido composto por alunos de destaque, como o atual presidente do Banco Central do Brasil, Alexandre Tombini.

#### PET Relações Internacionais - UnB
O grupo PET de Relações Internacionais (PET-REL) foi criado em 1994 e é composto por graduandos em Relações Internacionais da Universidade de Brasília. Tem como tutor atual o Prof. Dr. Juliano da Silva Cortinhas, professor do Instituto de Relações Internacionais (IREL). O grupo já formou diversos diplomatas e internacionalistas de renome.  

### Mato Grosso do Sul

#### PET Geografia - CPTL-UFMS
Em 1988, foi implantado o grupo PET de Geografia da Universidade Federal de Mato Grosso do Sul no Campus de Três Lagoas . É composto por 12 bolsistas e 1 voluntária. Atualmente tem como tutora a Profª. Dra. Rosemeire Aparecida de Almeida. O grupo desenvolve atividades de ensino, pesquisa e extensão, divulgando informações e estudos locais/regionais. Há ainda uma grande diversificação de atividades revelando-se como importante recurso para a formação acadêmica na graduação e como preparo em direção a uma pós-graduação.

## Região Sudeste

### Minas Gerais

#### PET Mecatrônica/BSI - IF Sudeste MG
O PET Conexões Mecatrônica/BSI do campus Juiz de Fora do Instituto Federal Sudeste de Minas Gerais do em dezembro de 2010 contando com 12 participantes e 2 tutores. Ele é composto por estudantes de Engenharia Mecatrônica e Bacharelado em Sistemas de Informação.

#### PET Engenharia Elétrica - UFU
O grupo PET Elétrica foi fundado em 1992. É composto por estudantes dos 4 cursos de Engenharia da FEELT, Faculdade de Engenharia Elétrica da Universidade Federal de Uberlândia, sendo elas: Engeharia Elétrica, Engenharia de Controle e Automação, Engenharia da Computação e Engenharia Eletrônica e de Telecomunicações.

### Rio de Janeiro

#### PET Telecomunicações - UFF
O PET-Tele, grupo PET ligado ao Curso de Engenharia de Telecomunicações da Universidade Federal Fluminense, foi o primeiro grupo PET a ser implantado na UFF, com sua origem em 1994, ainda no paradigma inicial de Programa Especial de Treinamento. A partir de 2001, o PET-Tele foi completamente reformulado, atendendo à mudança de paradigma para o Programa de Educação Tutorial, que começou em 1999. A fim de atender às recomendações do Manual de Orientações Básicas (MOB) para os grupos PET, o PET-Tele procura realizar atividades compostas de itens que tentam contemplar as ações básicas de Pesquisa, Ensino e Extensão. Dentro do conjunto de atividades realizadas, se destacam: grupos de estudos, experimentações, projetos, cursos, oficinas, palestras, consultoria informal e gratuita, elaboração de material autoral (escrito, expositivo, documental, didático), bem como organização e participação em eventos.

#### PET Baixada - IM-UFRRJ
O PET – Conexões Baixada é um grupo multidisciplinar voltado para pesquisa, ensino e extensão, localizado no campus da Universidade Federal Rural do Rio de Janeiro, Instituto Multidisciplinar (UFRRJ-IM), de Nova Iguaçu, com uma de suas principais temáticas de estudo as questões étnicos-raciais e de gênero na região da Baixada Fluminense. O grupo pesquisa e debate autores com essa temática e como elas interferem na dinâmica dessa região, além de, desenvolver diversas atividades, tais como: oficinas, palestras, rodas de conversas, cine debates entre outros. Todas abertas para discentes e docentes da universidade, como para população do entorno.

#### PET Conexões de Saberes - ITR-UFRRJ
O PET “Conexões de Saberes: por uma formação integradora e cidadã”  funciona no campus da Universidade Federal Rural do Rio de Janeiro em Três Rios, o ITR. Suas práticas giram em torno da produção de conhecimento e de estratégias voltadas para a melhoria da qualidade da aprendizagem. Tal proposta estende-se aos escolares, através de oficinas, intervenções em rodas de conversa, momentos culturais, materiais didáticos e inclusão digital. Trabalhamos, por isso, em eixos temáticos voltados ao empreendedorismo, sustentabilidade, política econômica e direitos fundamentais. Desenvolvemos atividades em praças, no pré-ENEM social e nas ações de orientação da população acerca de seus direitos civis e fundamentais.

#### PET Dimensões da Linguagem - UFRRJ
O Grupo PET Dimensões da Linguagem, fundado em 2011, teve como primeiro tutor do grupo o professor Mário Newman, do DLC (Departamento de Letras e Comunicação da UFRRJ), que seguiu no projeto até o ano de 2016. O trabalho desenvolvido pelo professor Mário trouxe robustez e identidade à proposta do PET Dimensões da Linguagem, cujo objetivo, em sua matriz inicial, voltava-se para o estudo da divulgação científica e de ações extensionistas culturais para os públicos internos e externos da UFRRJ: produção de sarais literários, visitas a quilombos, etc.

#### PET Inclusão - UFRRJ
A natureza do PET Inclusão é desenvolver projetos voltados para a inclusão de indivíduos de origem popular e socialmente vulneráveis dentro da universidade. Esta inclusão é percebida de forma ampla, tratando-se de atividades de extensão que permitam o diálogo permanente entre segmentos sociais do entorno da universidade, com destaque para a cidade de Seropédica, e a comunidade universitária, a partir das diferentes áreas de conhecimento acadêmico e espaços institucionais. Desta forma, são construídos projetos juntamente com grupos de estudantes, professores, agricultores e consumidores permitindo a interação destes grupos com a universidade e permitindo com que estudantes de origem popular insiram-se em ações que os aproximem da realidade social na busca de transformá-la a partir das demandas, discussões e experiências destes grupos.

#### PET Veterinária - UFRRJ
As atividades do PET Medicina Veterinária, sob o título “Práticas Pedagógicas Inovadoras na Formação de Excelência em Medicina Veterinária”, privilegiam a autonomia e o processo de tomada de decisão dos petianos, estimulando-os a interagir de forma coletiva e interdisciplinar com as diferentes esferas do curso. A partir desta dialética, o grupo desenvolve projetos de ensino, pesquisa e extensão para fortalecer as habilidades do Curso, a busca por inovação e a interação com a comunidade acadêmica e não-acadêmica dos arredores da Universidade. Também é estimulado o desenvolvimento da análise crítica, possibilitando a proposição de solução de problemas no ensino, na infraestrutura do Instituto no qual o Curso está inserido e nas adversidades da coletividade. Com a gestão de projetos, pessoas e ideias, acredita-se que o petiano desenvolverá habilidades para estabelecer relações interpessoais saudáveis e conseguir gerir problemas em sua vida futura.

### São Paulo

#### PET Mecânica - Poli-USP
Fundado em 1991, o PET Mecânica da Escola Politécnica da USP é composto por alunos de graduação em Engenharia Mecânica da mais tradicional Escola de Engenharia do País. O grupo é reconhecido por ser sempre participativo no âmbito da Poli e da USP como um todo.

#### PET Sistemas de Informação - EACH-USP
O grupo PET-SI foi fundado em dezembro de 2010, aplicado ao curso de Sistemas de Informação na Escola de Artes, Ciências e Humanidades (EACH) da Universidade de São Paulo (USP). Atualmente, o PET-SI é formado por um professor tutor e 12 alunos bolsistas, passando, desde o seu início, mais de 50 alunos bolsistas, ainda havendo registros de participantes voluntários.

#### PET Ciência, Tecnologia e Inovação - UFABC
Na Universidade Federal do ABC, o primeiro grupo PET é o grupo "Ciência, Tecnologia e Inovação" (PET/CTI) que iniciou suas atividades em dezembro de 2010. O grupo conta atualmente com 12 alunos bolsistas com notável desempenho acadêmico, e que são provenientes de diferentes cursos de graduação. Esses alunos desenvolvem atividades de pesquisa, ensino e extensão sob a responsabilidade da tutora Profª. Drª. Elizabeth Teodorov e conta com a colaboração de diversos professores. 
O PET CTI tem como proposta desenvolver atividades que propiciem a Ciência, Tecnologia e Inovação de dentro para fora da Universidade, conscientizando seus discentes da sua importância e de como fazer, assim como propiciar ao corpo docente um ambiente favorável ao seu desenvolvimento e dar acesso a qualquer comunidade a esse recurso tanto acadêmica quanto externa.

#### PET Civil - UFSCar
O PET Civil - UFScar é o grupo PET relacionado ao curso de Engenharia Civil da Universidade Federal de São Carlos. Fundado em 2013, desde o seu início realiza atividades de ensino, pesquisa e extensão, com o objetivo de aumentar a qualidade da graduação. É conhecido por realizar grandes atividades como o Trote Solidário e o Transformaciv.

#### PET Zootecnia - FCAV-UNESP
O grupo PET Zootecnia da Faculdade de Ciências Agrárias e Veterinárias, UNESP, Câmpus de Jaboticabal, foi fundado em 1992 e é integrante do Programa de Educação Tutorial regulamentado pelo Ministério da Educação. Atualmente o grupo é formado por estudantes dos cinco diferentes anos da graduação em Zootecnia e tutoriado pela Prof. Dra. Karina Paes Bürguer. Tem como objetivo promover a formação ampla e de qualidade aos alunos envolvidos direta e indiretamente com o programa. Realiza atividades para o desenvolvimento e melhoria do ambiente acadêmico, de seus membros e da sociedade.

## Região Sul

### Paraná

#### PET Computação - UFPR
O PET Computação da Universidade Federal do Paraná (UFPR) foi criado em 1992 sob o nome PET Informática (que era o curso que este contemplava na época). Sua sede é no Departamento de Informática do campus Centro Politécnico (Curitiba) e o grupo é composto por estudantes de Ciência da Computação e Informática Biomédica da UFPR. Atualmente o grupo é tutorado pelo Prof. Dr. Luiz Carlos Pessoa Albini.

#### PET Engenharia Química - UFPR
O grupo PET Engenharia Química da UFPR foi fundado em 1992 sob tutoria do professor Moacir Kaminski. Sua sede é no Departamento de Engenharia Química do campus Centro Politécnico, em Curitiba. É composto por discentes da graduação de Engenharia Química e atualmente tem como tutor o professor Carlos Alberto Ubirajara Gontarski

#### PET Engenharia Civil - UFPR
O PET Engenharia Civil da Universidade Federal do Paraná foi fundado em 1983, sendo o grupo mais antigo da universidade e o primeiro de Engenharia Civil do país. O grupo comporta até 12 alunos bolsista, 6 alunos não-bolsistas e um professor tutor. Muitos dos atuais professores da UFPR e dos Engenheiros Civis renomados no país são antigos petianos, quando o PET ainda significava Programa Especial de Treinamento e reunia alunos com grande desempenho acadêmico para aprofundar seus conhecimentos e os direcionar à uma pós-graduação. 

#### PET Engenharia Florestal - UTFPR
O grupo PET Engenharia Florestal da Universidade Tecnológica Federal do Paraná campus Dois Vizinhos, teve o projeto de criação aprovado no final de 2009 e iniciou suas atividades em janeiro de 2010, sendo o sétimo grupo PET do curso de Engenharia Florestal do Brasil. É composto de acadêmicos da Engenharia Florestal, sendo um grupo de curso específico.

#### PET Engenharia de Computação - UTFPR
O grupo PET Engenharia de Computação da Universidade Tecnológica Federal do Paraná - campus Curitiba, foi criado em 2009 e, assim como os outros grupos PET da UTFPR, iniciou suas atividades em 2010. Composto por graduandos da área de Computação, seu tutor atual é Cesar Augusto Tacla.
PET Química - UEM
O grupo PET Química foi fundado em Abril de 1992, atualmente conta com 12 discentes bolsista e 2 voluntários. A atual Tutora do grupo é a Prof° Dr° Debora Cristina Baldoqui. 

#### PET Engenharia Química - UEM
O grupo PET Engenharia Química da Universidade Estadual de Maringá foi fundado no ano de 1991. O grupo é ligado ao Departamento de Engenharia Química e atualmente é tutorado pelo Prof. Marcos de Souza e conta com 18 membros discentes.

#### PET Farmácia - UEM
O PET Farmácia da Universidade Estadual de Maringá foi fundado em 1995 e é um de 15 PETs da universidade. Sua sede é no Câmpus Maringá da instituição paranaense, e a atual tutora do grupo é a Profª Drª Andréa Diniz.

#### PET Informática - UEM
O grupo PET-Informática foi criado em 1991 na Universidade Estadual de Maringá, e desde então, já contou com a passagem de mais de 150 acadêmicos, entre bolsistas e colaboradores, e de 6 tutores. Inicialmente, o grupo era composto por alunos dos cursos de Processamento de Dados e Ciência da Computação. Com a dissolução do primeiro curso, e a criação do curso de Informática, estes alunos também passaram a fazer parte do programa. Atualmente, além dos cursos de Informática e Ciência da Computação, o grupo também aceita a participação de alunos do curso de Engenharia de Produção com ênfase em Software e Engenharia Elétrica como membros não formais, ou seja, membros colaboradores.

#### PET Engenharia Química - UTFPR
O grupo PET Engenharia Química da Universidade Tecnológica Federal do Paraná Campus Ponta Grossa foi fundado em 2012. Atualmente o grupo é tutorado pela professora doutora Juliana de Paula Martins, do Departamento de Engenharia Química da UTFPR e possui 8 PETianos bolsistas, todos excepcionalmente dedicados na produção do ensino, da pesquisa e da extensão.

### Rio Grande do Sul

#### PET Práxis - UFFS
O PET Práxis - Conexões de Saberes é um programa interdisciplinar que congrega estudantes dos Cursos de Licenciatura em Ciências Sociais, Filosofia, História, Geografia, Interdisciplinar em Educação do Campo: Ciências da Natureza e Pedagogia da Universidade Federal da Fronteira Sul (UFFS) – Campus Erechim (RS). O grupo está em atuação desde 2010, sendo um espaço importante da formação dos estudantes para a docência, articulando o tripé que caracteriza a universidade pública: ensino, pesquisa e extensão. O caráter coletivo e interdisciplinar das ações permite discussões e construção de conhecimentos nas mais variadas áreas, organizados em torno da Educação Popular de matriz freireana.
O objetivo principal deste PET é possibilitar aos jovens de baixa renda e origem popular estudantes na universidade o desenvolvimento de suas capacidades de produção de conhecimento, em consonância com seus saberes próprios, formando-os para intervir como atores das políticas públicas, tanto na UFFS – Campus Erechim como nos seus territórios de origem, contribuindo para a reflexão sobre o ingresso e permanência qualificada de setores populares no Ensino Superior.
PETCiências - UFFS
O PETCiências engloba os Cursos de Licenciatura em Biologia, Física, Química e Matemática da Universidade Federal da Fronteira Sul (UFFS) – Campus Cerro Largo (RS), tendo como objetivo principal a excelência na formação dos licenciandos do curso por meio da qualificação na área profissional, sendo ela a formação com ênfase nos eixos centrais: Meio Ambiente e Formação de Professores. Apostamos em um projeto que está centrado em atividades formativas integradas de ensino, pesquisa e extensão e que será desenvolvido através de uma metodologia integradora da formação humana, ética e política, com a formação acadêmica profissional, em caráter interdisciplinar, agregando a Biologia, a Física, a Química e a Matemática de modo articulado com temas em Ciências, Meio Ambiente e Formação de Professores. Acreditamos ser possível fortalecer e qualificar os espaços formativos do Curso, primando pela qualidade e excelência para todos os envolvidos. A estrutura do PETCiências será uma mola propulsora, que ao desafiar os licenciandos, tutor e professores a pensar na melhoria da qualidade do ensino, também vai (re)configurar a dinâmica toda do Curso, aprimorando os processos formativos, tornando-os inovadores, buscando constituir cada vez mais um perfil crítico, criador e autônomo nos licenciandos de todo o Curso, quiçá de todo o Campus Cerro Largo.

#### PET Engenharia Civil - UFRGS
O grupo PET Engenharia Civil foi criado no ano de 1992, com a seleção de quatro alunos, sob a tutoria do professor Luis Carlos Bonin. O grupo inicialmente esteve vinculado em espaço físico e atividades com o Núcleo Orientado para a Inovação da Edificação (NORIE), setor de pesquisa na área de construção civil da Universidade Federal do Rio Grande do Sul. Atualmente o grupo exerce diversas atividades, atuando na graduação e na sociedade, através de projetos de Ensino, Pesquisa e Extensão. O PET Engenharia Civil UFRGS conta hoje com 12 bolsistas graduandos deste curso e é tutorado pela Prof. Dra. Vanessa Fátima Pasa Dutra.

#### PET Letras - UFRGS
O grupo PET Letras foi criado em março de 2007 e teve como primeira tutora a profa. Dra. Luciene Juliano Simões (2007-2013), seguindo-se os tutores profa. Dra. Márcia Ivana Lima e Silva (2013-2019) e prof. Dr. Gabriel de Ávila Othero (2019 até o presente). 
O grupo atualmente é formado por estudantes de licenciatura e bacharelado em Letras e realiza atividades para o público interno e externo, sobre temas como: ensino de línguas, literatura, cultura, linguística e divulgação científica. Tem sua sede no prédio do Instituto de Letras, Campus do Vale (Porto Alegre).

#### PET C3 - FURG
O PET C3 da Universidade Federal do Rio Grande foi fundado em 26 de Novembro de 2010. Atualmente conta com participantes, graduandos dos cursos de Engenharia de Automação, Engenharia de Computação e Sistemas de Informação, além do Profª. Drª. Vinicius Menezes de Oliveira.

#### PET Matemática - UFSM
O PET Matemática da Universidade Federal de Santa Maria foi fundado em 1992, sendo, assim, um dos 6 grupos mais antigos da instituição. Atualmente conta com 13 participantes, graduandos dos cursos de Matemática Licenciatura (diurno e noturno) e Matemática Bacharelado, e a tutora Profª. Drª. Inês Farias Ferreira.

#### PET Sistemas de Informação - UFSM
O PET Sistemas de Informação da Universidade Federal de Santa Maria promove atividades de ensino, pesquisa e extensão desde dezembro de 2010. Atualmente conta com 12 participantes, graduandos do curso de Bacharelado em Sistemas de Informação, sob tutoria da Profª. Drª. Patrícia Pitthan.

### Santa Catarina

#### PET Engenharia de Produção - UFSC
Fundado em 1991, o grupo PET Engenharia de Produção é formado por graduandos dos cursos de Engenharia de Produção Mecânica, Produção Elétrica e Produção Civil da Universidade Federal de Santa Catarina e foi tutorado, desde o início até 2016, pela Professora Mirna de Borba. Atualmente, o grupo é tutorado pelo Professor Dr. Antonio Cezar Bornia. Dentro do PET os membros realizam projetos técnicos nas áreas de sua escolha em parcerias com empresas, laboratórios e professores. Além de realizarem eventos para a graduação e se capacitarem por meio de atividades de gestão e de desenvolvimento pessoal.
Em busca da satisfação dos clientes e melhoria continua, o grupo implantou e mantém desde 2003 um Sistema de Gestão da Qualidade, que atualmente está em conformidade com a norma ABNT NBR ISO 9001:2015, sendo a  primeira entidade estudantil da América Latina a receber o certificado ISO 9001.

#### PET Engenharia Elétrica - UFSC
O PET EEL (Programa de Educação Tutorial da Engenharia Elétrica) é um grupo acadêmico formado por alunos da Engenharia Elétrica, Controle e Automação, Eletrônica e Produção Elétrica da UFSC. Desde sua criação, em 1991, o PET EEL tem proporcionado um enriquecimento no processo de formação acadêmica dos alunos que por ele passaram. O programa é composto por grupos tutoriais de aprendizagem sob a orientação de um professor tutor.
Cada membro do PET EEL pode escolher a área de interesse para desenvolver suas atividades e tem a oportunidade de ingressar em um laboratório com o qual possua afinidade. Além de ter à disposição um ambiente favorável ao desenvolvimento técnico e social, terá aprimoradas as competências de trabalho em equipe, proatividade, gestão, planejamento e comunicação.
PET Engenharias da Mobilidade - UFSC
O PET EMB (Programa de Educação Tutoria das Engenharias da Mobilidade) é o único grupo PET da UFSC no campus do Centro Tecnológico de Joinville. Englobando alunos do cursos de Bacharelado em Ciência e Tecnologia, Engenharia Aeroespacial, Engenharia Automotiva, Engenharia Civil de Infraestrutura, Engenharia de Transporte e Logística, Engenharia Ferroviária e Metroviária, Engenharia Mecatrônica e Engenharia Naval, é uma das poucas equipe PET que não se concentra em um curso específico, uma vez que o campus em que se encontra é reduzido e focado em uma área do conhecimento específica.

#### PET Engenharia Elétrica - UDESC
O grupo PET Engenharia Elétrica da UDESC, fundado no ano de 1994, é composto por estudantes de Engenharia Elétrica e um professor tutor da Universidade do Estado de Santa Catarina, em Joinville e possui diversos projetos de ensino, pesquisa e extensão que, além dos próprios integrantes, englobam estudantes de toda a universidade em suas atividades, de forma a prezar pela indissociabilidade da tríade universitária pautada na educação tutorial.  

#### PET Geografia - UDESC
Na UDESC, o PET Geografia foi criado em 1994 pela professora Maria Graciana Espellet de Deus Vieira, tutora entre 1994 e 1997, é composto por estudantes de Geografia licenciandos e bacharéis da Universidade do Estado de Santa Catarina, em Florianópolis.

#### PET História - UFSC
Fundado em 1992 pelo professor doutor Henrique Luiz Pereira Oliveira, o PET História UFSC tem como integrantes os estudantes do curso de graduação em História da Universidade Federal de Santa Catarina. Contou com diferentes tutores como Hermetes Reis de Araújo (2012-2012), Alexandre Busko Valim (2012-2014), João Klug (2014-2017), Tiago Kramer de Oliveira (2017-2023) e atualmente tem como tutora a professora doutora Daniela Queiroz Campos. Conta com diferentes projetos como o Projeto 30 Minutos de Histórias, a Mostra de Ensino, Pesquisa e Extensão do PET História e também o PET nas Escolas. Os bolsistas integrantes também produzem pesquisas individuais próprias com a intenção de difundi-las para o meio acadêmico e a comunidade externa à universidade.

## Ver Também
- Programa de Educação Tutorial
- MEC